# Тавр (хребет)
Тавр (Таврские горы, Торос, тур. Toros Dağları, др.-греч. Όρη Ταύρου, арм. Տավրոսի լեռնաշղթա, араб. جبال طوروس‎) — южные прибрежные горы на территории современной Турции.

## География

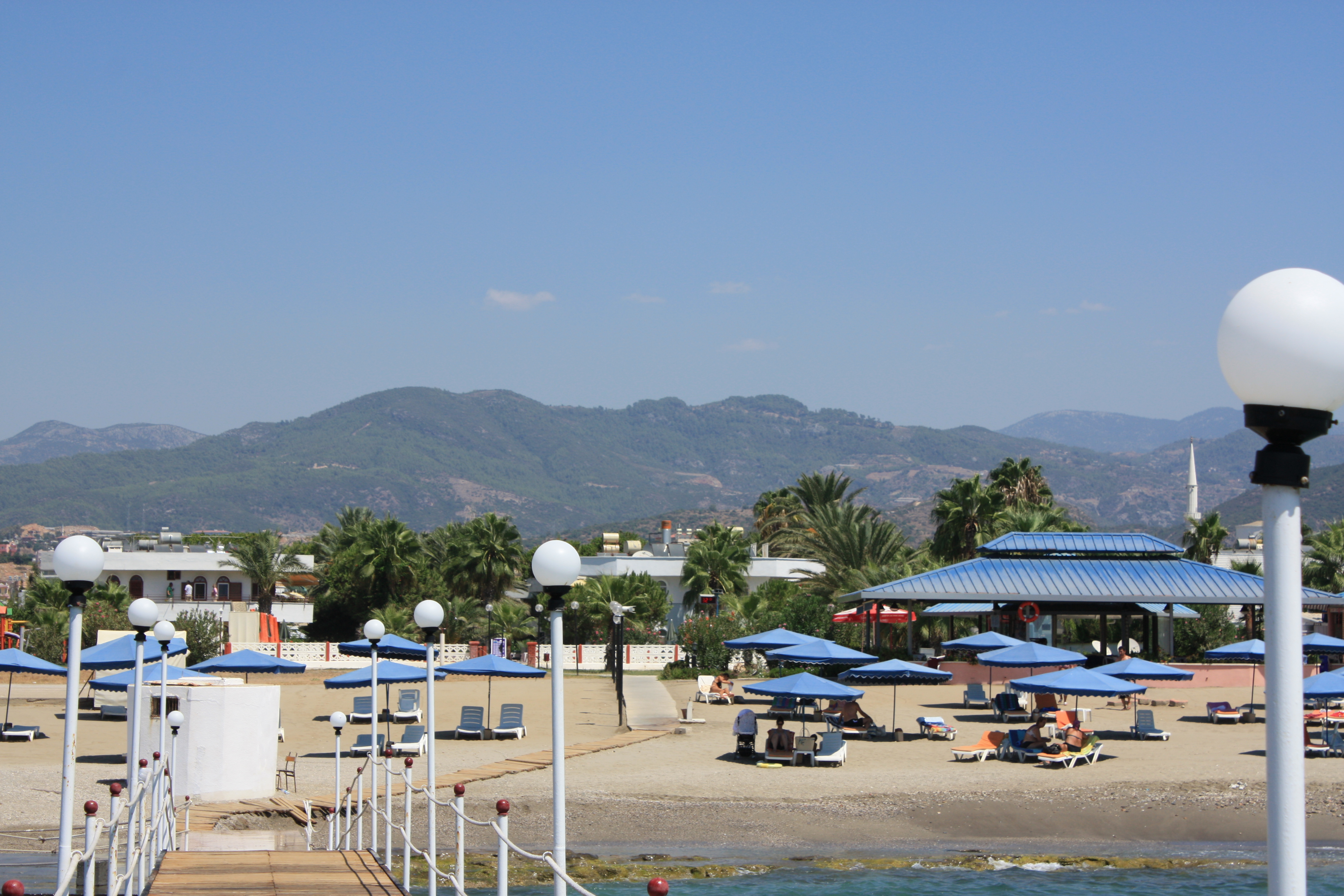
Вид на Таврские горы со Средиземного моря

Таврские горы тянутся по дуге вдоль турецкого побережья Средиземного моря, образуя южные окраинные цепи Малоазиатского и Армянского нагорий. Согласно Британской энциклопедии, крайними точками этой горной системы на западе и на востоке являются озеро Эгирдир и верховья Евфрата, а согласно энциклопедии «География» под ред. А. П. Горкина — Эгейское море и река Большой Заб, где эта горная система встречается с горами Загрос. Длина системы — 1500 или 1600 км, ширина до 200 км. Они образуют непрерывный ряд лесистых горных цепей, пересекаемых многочисленными речными долинами. На южной стороне горы спускаются короткими обрывами, иногда круто и почти отвесно к морю, только изредка, как, например, в местностях Тарса и Адалии, оставляя место для узких прибрежных долин, а с северной постепенно почти сливаются с Анатолийским плоскогорьем.

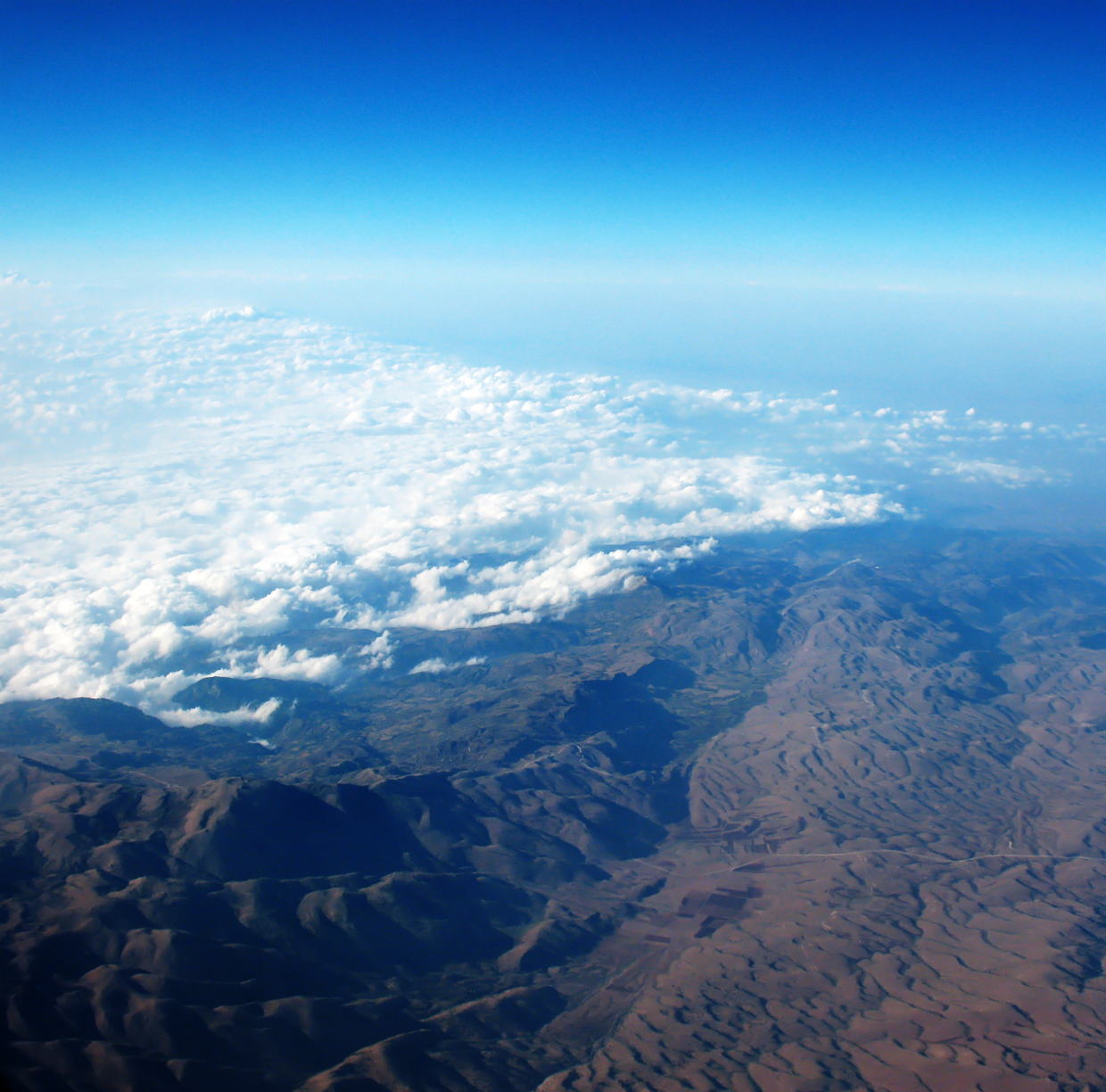
Панорама Восточного Тавра из самолёта

Система условно разделяется на три части:
- Западный (Ликийский) Тавр[1];
- Центральный (Киликийский) Тавр, расположенный между Средиземноморским побережьем и Анатолийскими срединными горными системами. На этом участке простирание хребтов меняется дважды почти на 90°[1]. От Киликийского Тавра на север отходит Аладаглар, или Антитавр[4].
- Восточный Тавр, огибающий Армянское нагорье; для этой части Тавра характерны менее резкие изменения направления простираний. Битлисский хребет к югу от озера Ван формирует водораздел верховий рек Тигр и Евфрат[1].

В восточной части Киликии вершины Таврских гор достигают высоты от 3000 до 3500 м, а далее на запад — от 2000 до 3000 м. Высочайшая вершина — Демирказик (3726 или 3756 м над уровнем моря). Современная снеговая линия проходит между высотами 3400—3600 м над уровнем моря в Юго-Восточном Тавре, 3400—3600 м в Центральном Тавре и 3000—3750 м в Западном Тавре; в эпоху максимума последнего оледенения она опускалась до высоты 1900 м. Главным проходом через горы служит Гюлек-Богас, у древних носивший название Киликийского прохода, по которому пролегал наиболее известный в этом регионе караванный маршрут, использовавшийся также большими армиями. Там же в современности проходит единственная железная дорога, пересекающая Таврские горы; она соединяет Адану и Кайсери. К западу от этого прохода идут горы Булгар-Даг, а к востоку — горы Ала-Даг. Здесь горный хребет пересекается двумя речками, впадающими в Средиземное море.
Климат в регионе формируется взаимодействием тропических континентальных, тропических морских и полярных воздушных масс. Тропические воздушные течения летом приходят со стороны Азорских островов и Сахары; с мая по сентябрь объём осадков минимален. Относительная влажность приморского пояса обычно больше 80 %, однако приход воздушных масс из Сахары периодически понижает влажность до 20 %, одновременно повышая температуры до 40 °C. Горные хребты препятствуют продвижению воздушных фронтов с севера в район Средиземного моря и наоборот — проникновению воздушных масс из Северного Средиземноморья вглубь континентальной Турции. На южных склонах Тавра выпадает от 1000 до 3000 мм осадков в год, на северных — 300—400 мм. Реки на южном склоне, таким образом, отличаются большей полноводностью. В западной части системы, на средней высоте 1000 м над уровнем моря, расположены многочисленные озёра, среди которых Бейшехир, Сугла, Хазар. С севера подходит и приносит свои воды Сейхан с устьем ниже Аданы, и дальше, с северо-востока идёт Джейхан. Менее значительны другие реки: Тарсус-Чай (Кидн у армян и греков) у Тарса, Гёксу y Селевкии, Кёпрючай (Эвримедон у армян и греков), Аксу (Кестрос у армян и греков), Эшен (Коджачай, Ксанф у армян и греков) и другие. Гораздо беднее реками северная сторона. Только у самой подошвы гор с северной стороны лежит довольно большое количество озёр, по большей части солёных. Заметны древние ледниковые формы рельефа — кары, троги, морены.

## Геологическое строение
Геологическое строение Тавра разнообразно, включая как кембрийские сланцы и мезозойские серпентиниты, так и четвертичные наносы и базальтовые покровы. Основные породы — известняки и кристаллические сланцы. В мезозойскую эру на месте современного Тавра располагалось море Тетис. В результате спрединга морского дна оно оказалось в наиболее глубоких точках покрыто продуктами излияния магмы — ультраосновными горными породами, поверх которых отложилась 4-километровая толща карбонатных осадочных пород. Характерные формации мезозойской эры в этом регионе — обломочные флиши на основании из офиолитов и перидотитов. Горообразование Тавра происходило в результате столкновения Евразийской и Африканской литосферных плит. Это выразилось в сильной складчатости и обилии надвигов.
В центральной части горы сложены преимущественно из метаморфических пермских известняков, а также мезозойских известняков и доломитов, залегающих пластами толщиной свыше 1000 м. Эти легкорастворимые горные породы граничат с окружающими их более стойкими породами, и в результате Тавр стал крупнейшим в Передней Азии и Средиземноморье карстовым регионом. Среди встречающихся карстовых форм — полье, карстовые воронки, карстовые котловины, карры.
В Таврских горах обнаружены медь, мышьяк, железная руда, хромиты, месторождения цинка, золота, серебра, а также лигнит.

## Растительность
Преобладающий тип почв в регионе — красноватые средиземноморские почвы или альфисоли. В прибрежной зоне и на лесистых участках гор доминируют средиземноморские краснозёмы.
На более бедных осадками северных склонах Тавра преобладает степная и полупустынная растительность (в первом случае типичны редкие заросли можжевельника, во втором — колючие подушковидные кустарники). Южные склоны, обращённые к морю и характеризуемые большей влажностью, в своей нижней части покрыты вечнозелёными лесами и кустарниками (маквис), которые выше по склону сменяются хвойными лесами и горными лугами. Среди растений в этом поясе — земляничное дерево, лавр, мирт, вереск, ладанник. Отдельные рощи, образованные дубами, соснами, ливанскими кедрами и можжевельником, встречаются вплоть до высот 2,5 км над уровнем моря. На более засушливых и неплодородных участках распространён дуб кермесовый, другие характерные представители маквиса в этих районах — держидерево, рожковое дерево и Calicotome villosa.
На территории Таврских гор расположено несколько национальных парков, в том числе Бейдаглары Сахиль, Бейшехир Гелю и Немрут.

## История
Долины между Таврскими горами и морским побережьем в основном невелики, изолированы от внутренних районов Малой Азии и скудно населены. Исключение составляет большая плодородная Киликийская равнина ниже города Адана, издавна населявшаяся разными народами. О Киликийском Тавре как южной границе Каппадокии и северной границе Памфилии упоминает в своей Географии Страбон (XII кн.). Там же он упоминает и о Киликийских Воротах, поскольку Тавр является границей и Киликии. Начинал же Страбон Тавр с континентального побережья напротив острова Родос, именуя Западный Тавр Писидийскими горами. На восток же он его продолжал до Индии (Гиндукуша).
Горы были местом многих древних храмов бога бури.
Преобладающим населением этих местностей в античную эпоху были носители анатолийских языков (лувийцы) и аборигенное население (хатты). В настоящее время на этих территориях живут в основном турки, в некоторых местах курды.